# Ніколаєвка (Татарський район)
Ніколаєвка (рос. Николаевка) — село у Татарському районі Новосибірської області Російської Федерації.
Входить до складу муніципального утворення Ніколаєвська сільрада. Населення становить 573 особи (2010).

## Історія
Згідно із законом від 2 червня 2004 року органом місцевого самоврядування є Ніколаєвська сільрада.

## Населення
| 2002 | 2007 | 2010 |
| ---- | ---- | ---- |
| 682  | ↗690 | ↘573 |